# Forschungsförderung
Als Forschungsförderung wird die staatliche oder wirtschaftlich motivierte Bemühung bezeichnet, für die Weiterentwicklung der Wissenschaften und der Technik finanzielle und organisatorische Ressourcen bereitzustellen. Forschung und Entwicklung (FuE) sind für die Staaten wichtig, da die Sicherung und die Erhöhung der Wohlfahrt bis jetzt nur parallel zum technischen Fortschritt möglich war. Außerdem soll durch ein vielfältiges Förderungsangebot die Autonomie der Wissenschaft (Art. 5 Grundgesetz Forschungsfreiheit) gestärkt werden, da gerade marktferne Forschungsbereiche weniger außerstaatliche Fördergelder zur Verfügung gestellt bekommen.

## Forschungsförderung in Deutschland

### Staatliche Forschungsförderung in Deutschland
Das deutsche FuE-System ist eines der größten innerhalb der Europäischen Union. Die Gesamtausgaben für FuE betrugen im Jahr 2007 61,5 Mrd. Euro. 2007 finanzierte der Staat 28 % der Mittel für die direkte Forschungsförderung, wobei die Länder den überwiegenden Teil für die Hochschulen bereitstellen. Der Staat fördert die Wissenschaft durch die Bereitstellung von Geldern für die langfristige institutionelle Förderung und die befristete direkte Projektförderung. Institutionelle Förderung bedeutet, dass der Staat Mittel an die Forschungsförderungseinrichtungen zur Verfügung stellt. Innerhalb der Projektförderung werden konkrete Forschungsvorhaben gefördert. Gerade die Projektförderung hat in den letzten Jahren an Bedeutung gewonnen. Darüber hinaus bestehen Instrumente staatlicher Forschungsförderung, bei denen Finanzmittel direkt an Wissenschaftler oder forschende Unternehmen übertragen werden können, bspw. über die Deutsche Forschungsgemeinschaft (DFG). Die Forschungsförderung erfolgt im Allgemeinen im Rahmen von Auswahlverfahren (Gutachten etc.), bei denen die eingereichten Forschungsprojekte von externen Gutachtern begutachtet werden. Bei der staatlichen Forschungsförderung greift der Staat korporativ in den Bereich der Wissenschaft ein. In Deutschland ist die staatliche Forschungsförderung gekennzeichnet durch die arbeitsteilige Verantwortung von Bund und Länder (Föderalismus), die besondere Rolle fokaler, eigens für die Förderung von Wissenschaft und Forschung zuständiger Akteure, wie zum Beispiel der Max-Planck-Gesellschaft und dem hohen Verflechtungsgrad zwischen den einzelnen staatlichen und wissenschaftlichen Akteuren. Die staatliche Forschungsförderung in Deutschland kann deshalb als „partizipatorisch“ und „konsensuell“ beschrieben werden. Zweck der staatlichen Forschungsförderung ist zum einen die Förderung marktferner Grundlagen. Außerdem soll das Risiko für Unternehmen gesenkt werden in FuE zu investieren. Wenn das Risiko auf die Bevölkerung verteilt wird, erhöht das indirekt die Forschungstätigkeit der Wirtschaft.

### Universitäre Forschungsförderung
Für die universitäre Forschungsförderung spielt die Deutsche Forschungsgemeinschaft (DFG) eine große Rolle. Die DFG fokussiert sich insbesondere auf die öffentliche Forschungsförderung an Universitäten, Fachhochschulen und weiteren Hochschulen. Sie fördert häufig in Fachbereichen der Geistes- und Sozialwissenschaften, Naturwissenschaften; Lebenswissenschaften oder Ingenieurwissenschaften. Ebenso die Bereiche Bauwesen und Architektur oder auch Informatik, System- und Elektrotechnik werden von der DFG unterstützt.
Drittmittel
Drittmittel nennt man die von dritter Seite bereitgestellten finanziellen Mittel zur Förderung von Forschung, Entwicklung und Lehre. Empfänger von Drittmitteln sind Hochschulen sowie deren Einrichtungen oder einzelne Wissenschaftler. Drittmittel dienen neben dem Finanzieren von Forschungsprojekten auch zunehmender als Qualitätsindikator der Forschung.
Weitere Drittmittelgeber gibt es in der Industrie. Der größte Teil der Forschung und Entwicklung in Deutschland entsteht in Unternehmen. Hier ist die Arbeitsgemeinschaft industrieller Forschungsvereinigungen (AiF) zu nennen, die vor allem Forschung und Entwicklung in kleinen und mittelständischen Unternehmen finanziert. Die Beiträge der AiF stammen hauptsächlich von mittelständischen Unternehmen.
Einer der wichtigsten Drittmittelgeber ist die Deutsche Forschungsgemeinschaft (DFG). Die DFG ist die zentrale Selbstverwaltungsreinrichtung der Wissenschaft in Deutschland. Jährlich stehen der DFG 3,3 Milliarden Euro (Stand 2019) zur Verfügung. Diese bestehen aus Bund (69 %) und Ländern (29 %), sowie Zuwendungen der EU und aus dem privaten Bereich.
Im Hochschulbereich ist die DFG der wichtigste Drittmittelgeber.
Die DFG betreibt Forschungsförderung auch im Ausland zur Förderung der Kooperation zwischen Wissenschaftlern und der Zusammenarbeit nationaler Förderorganisationen. Unter anderem ist sie in den USA, Indien, Japan und Russland tätig.

## Übersicht: Liste von Forschungseinrichtungen und deren Finanzierung
| Forschungseinrichtungen                          | Fachgebiet / Profil                                                             | Finanzierung | Beispiele für Einrichtungen | Besonderheiten |
| ------------------------------------------------ | ------------------------------------------------------------------------------- | --- | --- | --- |
| Max-Planck-Gesellschaft                          | Grundlagenforschung im Bereich: Natur-, Bio-, Geistes- und Sozialwissenschaften | Überwiegend aus öffentlichen Mitteln von Bund (50 %) und Ländern (50 %). Drittmittel für Projekte von öffentlichen und privaten Geldgebern sowie der EU. | Max-Planck-Institut für Astronomie in Heidelberg Max-Planck-Institut für Struktur und Dynamik der Materie an der Universität Hamburg | Es gilt das Harnack-Prinzip: nur weltweit führende Spitzenforscher-innen sind Teil der MPG, welche ihre Themen selbst bestimmen. |
| Leibniz-Gemeinschaft                             | Geistes-, Sozial-, Natur-, Ingenieur- und Umweltwissenschaften                  | von Bund (50 %) und Ländern (50 %) | Institut für Deutsche Sprache (IDS)                                                                                                  | Es gibt insgesamt acht Forschungsmuseen.                                                                                         |
| Fraunhofer-Gesellschaft                          | Anwendungsforschung                                                             | Durch öffentliche Förderung (ca. 30 %) und Auftragsforschung (ca. 70 %).                                                                                 | Fraunhofer-Institut für Integrierte Schaltungen                                                                                      | Die Fraunhofer-Gesellschaft arbeitet sehr industrienah, das heißt, es entstehen oftmals Patente anstelle von Publikationen.      |
| Helmholtz-Gemeinschaft                           | Grundlagenforschung                                                             | Zu zwei Dritteln öffentlich finanziert (90 % Bund, 10 % Länder). Zu einem Drittel durch Drittmittel (Spenden).                                           | Deutsches Elektronen-Synchrotron DESY Deutsches Zentrum für Luft- und Raumfahrt (DLR)                                                | Die Helmholtz-Gemeinschaft ist die größte Wissenschaftsorganisation Deutschlands.                                                |
| Union der deutschen Akademien der Wissenschaften | Forschungsvorhaben in Geistes- und Naturwissenschaften                          | Gemeinsam durch Bund und Länder | Es gibt insgesamt acht Wissenschaftsakademien in Berlin, Düsseldorf, Göttingen, Hamburg, Heidelberg, Leipzig, Mainz und München.     | |

### Ressortforschung
Ressortforschung bezeichnet “die Forschungs- und Entwicklungsaktivitäten des Bundes, die der Vorbereitung, Unterstützung oder Umsetzung politischer Entscheidungen dienen und untrennbar mit der Wahrnehmung öffentlicher Aufgaben verbunden sind”. Zielgerichtete Politik kann nur dann betrieben werden, wenn wissenschaftlich fundierte Informationen zur Verfügung stehen, an dieser Schnittstelle agiert die Ressortforschung. Es existieren insgesamt mehr als 40 Ressortforschungseinrichtungen, welche bestimmte Fachgebiete über einen andauernden oder sehr langen Zeitraum bearbeiten.

## Forschungsförderung in der Europäischen Union
Die Förderung von Forschung und Innovation auf europäischer Ebene wird über Rahmenprogramme mit mehrjährigen Laufzeiten gesteuert. Aktuell läuft das 9. Rahmenprogramm für Forschung und Innovation Horizont Europa mit einem Gesamtvolumen von ca. 95 Mrd. Euro. Das Programm hat eine Laufzeit von sieben Jahren (2021–2027) und ist eines der größten Forschungsförderprogramme weltweit. Ziel ist die Stärkung der Wettbewerbsfähigkeit Europas.
Forschungsförderung in Frankreich
Die Ausgaben für Forschung und Entwicklung (FuE) in Frankreich beliefen sich im Jahr 2018 auf 68,4 Milliarden USD. Damit belegt Frankreich Rang 6 im weltweiten Vergleich. Außeruniversitären Forschungseinrichtungen kommt in der französischen Forschungslandschaft eine große Bedeutung zu. Die größte Einrichtungen ist das Centre national de la recherche scientifique (CNRS), das in die alleinige Zuständigkeit des Ministeriums für Hochschulbildung, Forschung und Innovation MESRI fällt. Das CNRS führt Grundlagenforschung und angewandte Forschung in allen Fachbereichen durch. Zudem gibt es zahlreiche außeruniversitäre Forschungseinrichtungen, die neben dem MESRI zusätzlich den jeweiligen Fachministerien zugeordnet sind. Von nationalstaatlicher Seite werden Transferzahlungen an die Hochschulen und Forschungseinrichtungen geleistet, zum Beispiel durch spezielle strategische Forschungs- und Förderprogramme. Drittmittel für Forschung können bei der Nationalen Forschungsagentur ANR, aber auch in geringerem Umfang bei den Regionen sowie den außeruniversitären Forschungseinrichtungen selbst eingeworben werden. Seit 2018 werden neben dem Fonds für industrielle Innovationen auch mit dem Investitionsprogramm Grand plan d’investissement (GPI) prioritäre Themen der Regierung mit einem Fonds in Höhe von insgesamt 57 Milliarden Euro und entsprechenden Sonderausschreibungen gefördert.

## Staatliche Forschungsförderung in anderen Ländern
Forschungsförderung in den USA
Hier eine kurze Auflistung der wichtigsten föderalen Forschungsstrukturen:
- National Science Foundation (NSF)
- National Endowment for the Humanities (NEH)
- National Academies of Sciences, Engineering, Medicine
- National Institute of Health (NIH)

Die Forschungs- und Innovationslandschaft in den Vereinigten Staaten ist vielfältig und weitgehend dezentralisiert. Sie wird von zahlreichen Regierungsstellen sowie verschiedenen privaten Organisationen unterstützt.
Der Investitionsumfang in Forschung und Entwicklung (FuE) im Jahr 2012 betrug, bezogen auf das Bruttoinlandsprodukt, 2,8 %. Die absoluten FuE-Ausgaben in Höhe von 454 Mrd. US-Dollar entsprechen einem Anteil von etwa 30 % der weltweiten FuE-Ausgaben. In den USA dominiert die Industrie das FuE-Geschehen. Rund 70 % der FuE-Ausgaben wurden im Wirtschaftssektor getätigt.
Grundlagenforschung wird in den USA hauptsächlich durch öffentliche Mittel auf Bundesebene unterstützt. Angewandte Forschung und Entwicklung wird oft von privaten Investoren oder aus öffentlich-privaten Mitteln finanziert. Forschung geschieht im Privaten Raum aber auch an Spitzenuniversitäten. Universitäten stellen oft auch selbst Stiftungsgelder und Fördermittel für ihre Studenten bereit. (Z.B.: Harvard, Stanford, MIT).

## Weitere Instrumente
Daneben gewinnen breitenwirksame Instrumente indirekter Forschungsförderung international an Bedeutung. International ist seit den 1960er Jahren dazu die Forschungsförderung bzw. Schirmherrschaft der UNESCO und der IAEA anzuführen, wodurch auch nationale und regionale Förderungen möglich werden (vgl. als Modell das Internationale Zentrum für Theoretische Physik, Triest). So verfügen viele Industrieländer und die meisten OECD- und EU-Länder über Instrumente der steuerlichen Forschungsförderung. Diese weitgehend technologieoffenen Instrumente fördern Forschungstätigkeit, ohne dabei Wissenschaftler oder Unternehmen unnötig mit Bürokratie zu belasten. Der BDI hat einen ausführlichen Vorschlag zur Einführung einer steuerlichen Forschungsförderung ausgearbeitet. In Deutschland wurde ab 2020 die steuerliche Forschungsförderung in Gestalt der Forschungszulage eingeführt.
In Deutschland gibt es neben den staatlichen Trägern der Forschungsförderung auch eine Vielzahl von Stiftungen, die Forschung mit Projektmitteln, Stipendien, Preisen u. a. fördern. Beispiele sind hier die VolkswagenStiftung, die Carl-Zeiss-Stiftung oder die Gemeinnützige Hertie-Stiftung.
Der Bundesverband der Deutschen Industrie e. V. (BDI) stellt auf seinem BDI-Helpdesk Technologietransfer Informationen zu Förderprogrammen bereit.
Eine ganze Reihe von Stiftungen sind unter dem Dach des Stifterverbandes zusammengefasst.

## Kritik
Auch wenn föderale System der Forschungsförderung einige Vorteile mit sich bringt, so erschwert es mit seinen vielen Akteuren gleichzeitig die Umsetzung von Reformen. Weitere strukturelle Kritik wurde innerhalb der Diskussion um Open Science/Offenen Wissenschaft geübt: Die traditionelle staatliche und steuerfinanzierte Forschungsförderung, besonders deren Intransparenz, Bürokratie und fehlende Einbindung der wissenschaftlichen Communities wurden kritisiert. Gerade die direkte Projektförderung verlangt eine genaue Vorstellung darüber was gefördert werden soll. Dafür sind normative Rankings nötig.[8] Als Formen der offenen Forschungsförderung wurden Möglichkeiten der transparenten Beteiligung der Fachwissenschaftler vorgeschlagen, diese orientieren sich teils an Konzepten alternativer Finanzierung mittels Crowdfunding und Social Payments.
Greift der Staat wie in Deutschland direkt in die Forschungs- und Innovationsförderung ein, steht das Risiko des Marktversagens gegenüber dem Risiko des Politikversagens. Technische Innovation sind Aufgabe der Unternehmen, unterliegen sie zu sehr staatlichen Eingriffen, besteht die Gefahr, dass der Staat entgegen der liberalen Gesetzmäßigkeiten handelt. „Hemmnisse im Forschungsbereich sollten abgebaut, nicht aber eigenständige Strukturziele verfolgt werden“.